# Kasim (nét de Baiazet II)
Kasim (1501 - 1518) fou un príncep otomà fill d'Ahmed i net de Baiazet II. Portava el làqab d'Ala al-Din segons Von Hammer.
Selim I en pujar al tron, va fer desaparèixer els seus germans, però dos nebots s'hi van enfrontar: Kasim i Murad, fills d'Ahmed i van haver de fugir a l'estranger, Murad a l'Iran on va morir el 1517, i Kasim a Egipte on segons Von Hammer va morir de pesta el 1518. Altres referències indiquen que es va amagar quan Egipte fou conquerit pels otomans, però fou atrapat al Caire el gener de 1518 i assassinat.